# ジョン・テューキー
ジョン・ワイルダー・テューキー（John Wilder Tukey、1915年6月16日 - 2000年7月26日）はアメリカの数学者・統計学者。

## 生涯
1915年、マサチューセッツ州ニューベッドフォードで生まれる。ブラウン大学で化学の学士号（1936年）と修士号（1937年）を取得後、プリンストン大学で数学の博士号を取得。
第二次世界大戦中は Fire Control Research Office で Samuel Wilks と William Cochran と共に働いた。戦後プリンストンに戻り、大学とベル研究所で研究を行った。
アメリカ統計学会の委員として、キンゼイ報告と結論が対立する報告（Statistical Problems of the Kinsey Report on Sexual Behavior in the Human Male）の作成に関与した。
1982年、「確率過程のスペクトル分析と高速フーリエ変換 (FFT) アルゴリズムへの貢献に対して」IEEE栄誉賞を受賞。
1985年に現役を引退。2000年7月26日、ニュージャージー州ニューブランズウィックで亡くなった。

## 科学への貢献
統計学への興味は広範囲に渡っていた。特に、ジェイムズ・クーリーと共にFFTアルゴリズムを開発したことで知られている。1970年には、後に「ジャックナイフ法」と呼ばれるようになった統計手法にも多大な貢献をした。また、1977年の著書 Exploratory Data Analysis で箱ひげ図を導入した。
テューキーの名を冠した用語としては、テューキー検定（テューキーの方法）、テューキーのラムダ分布、テューキー・クレーマーの方法、テューキーの補題などがある。他にも、3項平均 (trimean) や線形回帰の単純な代替であるmedian-median lineなどの手法も生み出した。

## 統計用語と手法
テューキーは、その後広く使われるようになった統計用語を多数生み出したが、以下の最も有名な2つの用語は計算機科学に関するものである。
ジョン・フォン・ノイマンと共同でコンピュータの設計に関わっていたとき、"binary digit" を短縮して "bit" という造語を生み出した。"bit" という用語は、1948年のクロード・シャノンの論文『通信の数学的理論』で早くも使われている。
"software" という用語は Paul Niquette が1953年に作ったと主張しているが、印刷物でこの単語が最初に見られるのは1958年のテューキーの論文（American Mathematical Monthly 誌）であり、テューキーの考案した用語とする人もいる。
テューキーはまた、仮説検定（確証的データ解析）ばかりが重視されている風潮に反対し、探索的データ解析 (EDA) も重要だと提唱した。彼はこれらの解析手法を分離したほうがよいと信じていたが、自然科学ではそれが問題を生じることがあり、そのような状況を uncomfortable science と名付けた。

## 出版物
- Andrews, David F; Peter J Bickel; Frank R Hampel; Peter J Huber; W H Rogers & John W Tukey (1972). Robust estimates of location: survey and advances. Princeton University Press. ISBN 0-691-08113-1. OCLC 369963
- Basford, Kaye E & John W Tukey (1998). Graphical analysis of multiresponse data. Chapman & Hall/CRC. ISBN 0-8493-0384-2. OCLC 154674707
- Blackman, R B & John W Tukey (1959). The measurement of power spectra from the point of view of communications engineering. Dover Publications. ISBN 0-486-60507-8
- Cochran, William G; Frederick Mosteller & John W Tukey (1954). Statistical problems of the Kinsey report on sexual behavior in the human male. American Statistical Association
- Hoaglin, David C; Frederick Mosteller & John W Tukey (eds) (1983). Understanding Robust and Exploratory Data Analysis. Wiley. ISBN 0-471-09777-2. OCLC 8495063
- Hoaglin, David C; Frederick Mosteller & John W Tukey (eds) (1985). Exploring Data Tables, Trends and Shapes. Wiley. ISBN 0-471-09776-4. OCLC 11550398
- Hoaglin, David C; Frederick Mosteller & John W Tukey (eds) (1991). Fundamentals of exploratory analysis of variance. Wiley. ISBN 0-471-52735-1. OCLC 23180322
- Morganthaler, Stephan & John W Tukey (eds) (1991). Configural polysampling: a route to practical robustness. Wiley. ISBN 0-471-52372-0. OCLC 22381036
- Mosteller, Frederick & John W Tukey (1977). Data analysis and regression : a second course in statistics. Addison-Wesley. ISBN 0-201-04854-X. OCLC 3235470
- Tukey, John W (1940). Convergence and Uniformity in Topology. Princeton University Press. ISBN 0-691-09568-X. OCLC 227948615
- Tukey, John W (1977). Exploratory Data Analysis. Addison-Wesley. ISBN 0-201-07616-0. OCLC 3058187
- Tukey, John W; Ian C Ross; Verna Bertrand; et al. (1973– エラー: 日付が正しく記入されていません。（説明）). Index to statistics and probability. R & D Press. ISBN 0-88274-001-6. OCLC 745715

The collected works of John W Tukey, edited by William S Cleveland
- Brillinger, David R (ed) (1984). Volume I: Time series, 1949–1964. Wadsworth. ISBN 0-534-03303-2. OCLC 10998116
- Brillinger, David R (ed) (1985). Volume II: Time series, 1965–1984. Wadsworth. ISBN 0-534-03304-0. OCLC 159731367
- Jones, Lyle V (ed) (1985). Volume III: Philosophy and principles of data analysis, 1949–1964. Wadsworth & Brooks/Cole. ISBN 0-534-03305-9. OCLC 159731367
- Jones, Lyle V (ed) (1986). Volume IV: Philosophy and principles of data analysis, 1965–1986. Wadsworth & Brooks/Cole. ISBN 0-534-05101-4. OCLC 165832503
- Cleveland, William S (ed) (1988). Volume V: Graphics, 1965–1985. Wadsworth & Brooks/Cole. ISBN 0-534-05102-2. OCLC 230023465
- Mallows, Colin L (ed) (1990). Volume VI: More mathematical, 1938–1984. Wadsworth & Brooks/Cole. ISBN 0-534-05103-0. OCLC 232966724
- Cox, David R (ed) (1992). Volume VII: Factorial and ANOVA, 1949–1962. Wadsworth & Brooks/Cole. ISBN 0-534-05104-9. OCLC 165366083
- Braun, Henry I (ed) (1994). Volume VIII: Multiple comparisons, 1949–1983. Chapman & Hall/CRC. ISBN 0-412-05121-4. OCLC 165099761